# Therapy (album)
Pour les articles homonymes, voir Therapy.
Albums de Tech N9ne
Something Else
(2013) Strangeulation
(2014)
Therapy est le sixième EP du rappeur Tech N9ne, sorti le 5 novembre 2013.
L'album s'est classé 4e au Top R&B/Hip-Hop Albums, 5e au Top Independent Albums, 6e au Top Rap Albums, 23e au Top Digital Albums et 32e au Billboard 200.

## Liste des titres
| No  | Titre                                                                                 | Auteur                                                                                            | Durée |
| --- | ------------------------------------------------------------------------------------- | ------------------------------------------------------------------------------------------------- | ----- |
| 1.  | The Ghost (Therapy) (Skit)                                                            |                                                                                                   | 0:08  |
| 2.  | Public School (featuring Krizz Kaliko – Produit par Seven)                            | Aaron Yates, Michael Summers, Samuel Watson                                                       | 4:05  |
| 3.  | Head Now (featuring Bernz et Wrekonize – Produit par Ross Robinson et Seven)          | A. Yates, Benjamin Miller, Bernardo Garcia, M. Summers, Ross Robinson, Sammy Siegler, Wes Borland | 3:36  |
| 4.  | Hiccup (Produit par Ross Robinson)                                                    | A. Yates, M. Summers, R. Robinson, S. Siegler, W. Borland                                         | 3:19  |
| 5.  | Therapy (Skit)                                                                        |                                                                                                   | 0:25  |
| 6.  | Shame on Me (featuring Caroline Dupuy Heerwagen – Produit par Ross Robinson et Seven) | A. Yates, Caroline Dupuy Heerwagen, M. Summers, R. Robinson, S. Siegler                           | 3:50  |
| 7.  | Jacob Wells Message (Skit)                                                            |                                                                                                   | 0:31  |
| 8.  | When Demons Come (featuring Tyler Lyon – Produit par Ross Robinson et Seven)          | A. Yates, Korey Lloyd, M. Summers, R. Robinson, Tyler Lyon                                        | 2:31  |
| 9.  | Therapy Skit Three (Skit)                                                             |                                                                                                   | 0:27  |
| 10. | I.L.L. (Produit par Ross Robinson et Seven)                                           | A. Yates, M. Summers, R. Robinson                                                                 | 3:58  |
| 11. | Stop the Sailor (Produit par Ross Robinson et Seven)                                  | A. Yates, M. Summers, R. Robinson, S. Siegler, W. Borland                                         | 4:22  |